# Ich tu dir weh
«Ich tu dir weh» (en español «Te hago daño») es el segundo sencillo del álbum Liebe ist für alle da (2009) de la banda de música industrial alemana Rammstein.

## Letra
Trata la temática sadomasoquista. El yo lírico se dirige a una persona con quien mantiene una relación de dominación-sumisión («Sólo estás con vida por mí...», «Un pequeño corte y tú te excitas...», «Tú eres la nave, yo el capitán / ¿Adónde ha de ir pues este viaje? / Veo tu cara en el espejo, / tú me amas porque yo no te amo») mientras es torturada. («Contigo tengo la opción de la tortura /
El alambre de púas en la uretra / Mordiscos, patadas, golpes
Agujas, pinzas, sierras»). 
Este tema fue uno de los factores desencadenantes de que las autoridades alemanas decidieran prohibir la venta del álbum a menores de 18 años. La canción fue eliminada en una reedición del disco, y prohibida en los conciertos en Alemania (véase la sección «Polémicas»).
La portada muestra 2 ganchos en forma de corazón, con un fondo blanco y la escritura Ich Tu Dir Weh dentro de estos.

## Vídeo
El vídeo de Ich tu dir weh fue dirigido por Jonas Åkerlund, con quien la banda ya había trabajado anteriormente en los vídeos de Mann gegen Mann y Pussy. Al igual que su antecesor, fue lanzado en un portal pornográfico, el 21 de diciembre de 2009.
El vídeo muestra a la banda tocando en el escenario que usa en sus conciertos, así como sus efectos de iluminación y pirotecnia. Además, algunos efectos visuales son añadidos usando gráficos computarizados. La boca de Lindemann destella una luz blanca mientras canta, la cual está conectada a un cable que atraviesa su mejilla. En el clímax del vídeo, la parte del escenario donde está el teclista se llena de electricidad, haciendo que el escenario explote junto con los miembros de la banda.
El portal The Gauntlet reporta: 

Ich tu dir weh es un destilado de un concierto de Rammstein, concentrado en cinco minutos. Jonas Akerlund es el director, y en esta ocasión ha capturado a la banda ejecutando el tema en vivo en su "escenario de ensayos"; el vídeo le hace justicia al tema, usando el formato cinematográfico para capturar la acción, y Rammstein se encarga de darlo todo: el teatro, la carne, el fuego, la locura. El resultado es formidable: Ich Tu Dir Weh muestra a la banda en su máxima expresión; un despertar al rugido de este fogoso monstruo.
Jason Fisher

Se puede observar en el dedo de Richard Kruspe el anillo con el logo de Emigrate,
También la Lengua de Till Lindemann es una especie de tipo reptil. Pese a que la censura terminó, el vídeo fue nominada a los premios ECHO de Alemania el cual ganó. En esto Flake Lorenz dijo lo siguiente:
Esto pasa cuando dejan a la audiencia decidir.

## Contenido del sencillo
Se prepararon 3 ediciones para el mercado europeo:
- Edición CD-digipack:

1. Ich Tu Dir Weh (Radio Edit) - 3:57
2. Pussy (Lick It Remix) by Scooter) - 4:54
3. Rammlied (Rammin' The Steins Remix) by Devin Townsend - 5:09
4. Ich Tu Dir Weh (Smallboy Remix) by Jochen Schmalbach - 6:42

- Edición Limitada White Vinyl 12":

1. Ich tu dir weh
2. Ich tu dir weh (Remix by DJ Fukkk Off) - 6:07

- Edición Limitada 1-Sided Etched Red/Orange Vinyl 7":

1. Ich tu dir weh

En los Estados Unidos fue lanzado el 9 de febrero, exclusivamente en formato iTunes, con un booklet digital.

## Interpretación en directo
Era un tema base en la lista de temas de la gira LIFAD Tour. Al inicio la batería y/o parte frontal del escenario (el cual ya posee los fuegos artificiales) explota al son de ritmo en la batería, dando paso a los poderosos riffs de guitarra. En el clímax, Flake Lorenz parece patear a Lindemann a lo que este lo persigue en el escenario hasta sostenerlo y meterlo en una tina o contenedor. Después de esto Lindemann se coloca en una plataforma que se eleva a lo más alto del escenario a lo que deja caer de un recipiente usando guantes, Metal Líquido (juegos pirpirotécnicos sobre la tina. Sucesivamente Lorenz sale de la tina con otro vestuario y camina hasta su posición en el escenario. Al final explota la base de los teclados, esto acompañado de compases que Kruspe y Landers tocan.
En varios conciertos, se les ha visto con la cara pintada de tal manera que simulan ser calaveras o cráneos (como representación de alguien muriendo por el daño hecho, dada la letra de la misma), pero no es usual de Rammstein hacerlo. Solo se les observó en tal condición, en conciertos de Alemania y parte de Europa, durante el LIFAD tour.